# Claudia Hengst
Claudia Hengst (3 de septiembre de 1969) es una deportista alemana que compitió para la RFA en natación adaptada. Ganó 25 medallas en los Juegos Paralímpicos de Verano entre los años 1988 y 2004.

## Palmarés internacional
| Representando a la RFA   |                          |                   |                         |
| Juegos Paralímpicos      |                          |                   |                         |
| Año                      | Lugar                    | Medalla           | Prueba                  |
| 1988                     | Seúl (Corea del Sur)     | Medalla de oro    | 100 m braza L6          |
| 1988                     | Seúl (Corea del Sur)     | Medalla de oro    | 100 m espalda L6        |
| 1988                     | Seúl (Corea del Sur)     | Medalla de oro    | 100 m mariposa L6       |
| 1988                     | Seúl (Corea del Sur)     | Medalla de oro    | 100 m libre L6          |
| 1988                     | Seúl (Corea del Sur)     | Medalla de oro    | 400 m libre L6          |
| 1988                     | Seúl (Corea del Sur)     | Medalla de oro    | 200 m estilos L6        |
| Representando a Alemania |                          |                   |                         |
| Juegos Paralímpicos      |                          |                   |                         |
| Año                      | Lugar                    | Medalla           | Prueba                  |
| 1992                     | Barcelona (España)       | Medalla de oro    | 50 m libre S10          |
| 1992                     | Barcelona (España)       | Medalla de oro    | 100 m libre S10         |
| 1992                     | Barcelona (España)       | Medalla de oro    | 400 m libre S10         |
| 1992                     | Barcelona (España)       | Medalla de oro    | 100 m mariposa S10      |
| 1992                     | Barcelona (España)       | Medalla de oro    | 4 × 100 m estilos S7-10 |
| 1992                     | Barcelona (España)       | Medalla de plata  | 100 m espalda S10       |
| 1992                     | Barcelona (España)       | Medalla de plata  | 200 m estilos SM10      |
| 1992                     | Barcelona (España)       | Medalla de bronce | 4 × 100 m libre S7-10   |
| 1996                     | Atlanta (Estados Unidos) | Medalla de oro    | 50 m libre S10          |
| 1996                     | Atlanta (Estados Unidos) | Medalla de oro    | 100 m libre S10         |
| 1996                     | Atlanta (Estados Unidos) | Medalla de plata  | 4 × 100 m estilos S7-10 |
| 1996                     | Atlanta (Estados Unidos) | Medalla de bronce | 200 m estilos SM10      |
| 1996                     | Atlanta (Estados Unidos) | Medalla de bronce | 400 m libre S10         |
| 1996                     | Atlanta (Estados Unidos) | Medalla de bronce | 4 × 100 m libre S7-10   |
| 2000                     | Sídney (Australia)       | Medalla de bronce | 200 m estilos SM10      |
| 2000                     | Sídney (Australia)       | Medalla de bronce | 400 m libre S10         |
| 2004                     | Atenas (Grecia)          | Medalla de plata  | 400 m libre S10         |
| 2004                     | Atenas (Grecia)          | Medalla de bronce | 100 m mariposa S10      |
| 2004                     | Atenas (Grecia)          | Medalla de bronce | 200 m estilos SM10      |